# Sidi Bennour
Sidi Bennour ( Amazic : ⵙⵉⴷⵉ ⴱⵏⵏⵓⵕ, Àrab : سيدي بنُّور, "Sufi Sheikh") també anomenat Dukkala i Tlat Sidi Bennour, és un país marroquí de la ciutat de Sidi Bennour i que es troba a l'oest de la Província de Sidi Bennour.  té 55.815 habitants ( cens de població ) (2014). És la capital de la regió de Doukkala-Abda.  Sidi Bennour es troba a uns 67 km al sud d'Al-Djadida, a 120 km al nord-oest de Marràqueix, a uns 100 km a l'est de Safi i a 210 km al sud-oest de la capital marroquina Rabat.